# Laodike Philadelphos
Laodike Philadelphos (altgriechisch Λαοδίκη Φιλάδελφος Laodíkē Philádelphos) war eine Tochter des Mithridates III. von Pontos und heiratete ihren Bruder Mithridates IV. von Pontos (regierte 169–150 v. Chr.).
Laodike ist nur bekannt durch Inschriften ihrer Hochzeitsmünzen sowie durch eine Inschrift, die ihr die Delier gesetzt haben. Ob Laodike Philadelphos mit einer „Königin Laodike“ gleichzusetzen ist, deren Porträt und Name allein (ohne Gatten) auf andere Münzen aus Pontos geprägt wurde, ist ungewiss.